# Aartselaar
Aartselaar (hist. Aertselaer) – miejscowość i gmina (gemeente) w Belgii, w Regionie Flamandzkim, w prowincji Antwerpia, w okręgu Antwerpia.  

## Demografia
- Źródła: NIS, od 1806 do 1981= według spisu; od 1990 liczba ludności w dniu 1 stycznia

1 stycznia 2024 całkowita liczba mieszkańców Aartselaar liczyła 14 890 osób. Łączna powierzchnia gminy wynosi 11,02 km², co daje gęstość zaludnienia 1351 mieszkańców na km².

## Współpraca
Miejscowość partnerska:
- Tanger, Maroko